# Margherita - Regina del Nord
Margherita - Regina del Nord (Margrete den første) è un film del 2021 diretto e scritto da Charlotte Sieling.

## Trama
In un periodo di pace, Margherita I di Danimarca riesce a stringere un patto con Svezia e Norvegia, che unite alla sua Danimarca, fondano l'Unione di Kalmar con lo scopo principale di proteggere i loro territori dall'Ordine teutonico. Margherita però sa di dover avere un ulteriore alleato, così guarda all'Inghilterra di Enrico IV d'Inghilterra cercando un'alleanza militare che verrà suggellata dal matrimonio tra suo figlio Eric di Pomerania e Filippa di Lancaster.
A mettere disordine nell'alleanza non ancora siglata, si presenta a corte Asle Jonsson con Olaf IV di Norvegia, il vero erede al trono di Margherita; Olaf viene rinchiuso per il tempo necessario a capire se si tratta realmente di suo figlio o di un impostore. La sua presenza genera preoccupazione in Eric che ha paura che Margherita possa riconoscerlo e, di fatto, spodestarlo dal trono.
Margherita, per proteggere Eric e il futuro dell'alleanza appena stabilita, è costretta a fare una scelta difficile; giustiziare Olaf.

## Distribuzione

### Data di uscita
Le date di uscita internazionali nel corso del 2021 sono state:
- 21 agosto in Norvegia
- 16 settembre in Danimarca
- 8 ottobre in Estonia (Margrete, Põhjamaade kuninganna)
- 12 novembre in Islanda (Margrét fyrsta)
- 3 dicembre in Svezia (Drottning Margareta)
- 17 dicembre negli Stati Uniti d'America (Margrete - Queen of the North)
- 30 dicembre in Germania (Die Königin des Nordens)

Le date di uscita internazionali nel corso del 2022 sono state:
- 13 gennaio in Ungheria (Az észak királynője)
- 4 febbraio in Finlandia (Margareeta: Pohjolan kuningatar)
- 25 febbraio in Polonia
- 1º marzo in Spagna (Margrete, reina del norte)
- 28 luglio in Portogallo (Margrete - Rainha do Norte)
- 17 agosto in Singapore
- 29 ottobre in Italia

## Accoglienza

### Critica
Sul sito web di recensioni Rotten Tomatoes, il film ha un rating di approvazione del 93%, sulla base di 14 recensioni, e un voto medio di 7,2/10, mentre su Metacritic ha un punteggio medio ponderato di 68 su 100, basato su 5 recensioni di critici, che indica "recensioni generalmente positive".

## Riconoscimenti
- 2022 – Premio Bodil
  - Miglior fotografia a Rasmus Videbæk
  - Miglior sceneggiatura a Jesper Fink, Maya Ilsøe e Charlotte Sieling
  - Candidata al miglior film a Charlotte Sieling
  - Candidata a miglior attrice protagonista a Trine Dyrholm
  - Candidato a miglior attore non protagonista a Morten Hee Andersen
  - Candidato a miglior attore non protagonista a Søren Malling
- 2022 – Henning Bahs Award
  - Miglior scenografia a Søren Schwarzberg
- 2022 – Premio Robert[4]
  - Migliori costumi a Manon Rasmussen
  - Miglior scenografia a Søren Schwarzberg
  - Miglior attore non protagonista a Jakob Oftebro
  - Candidato a miglior film
  - Candidati a miglior sceneggiatura a Jesper Fink, Maya Ilsøe e Charlotte Sieling
  - Candidata a miglior attrice protagonista a Trine Dyrholm
  - Candidata a miglior trucco ad Annacarin Lock
  - Candidato a migliori effetti visivi a Thomas Dyg
  - Candidato a miglior fotografia a Rasmus Videbæk
  - Candidata a miglior regista a Charlotte Sieling
  - Candidato a miglior attore protagonista a Søren Malling
  - Candidato a miglior design sonoro a Rune Palving
  - Candidati a miglior canzone a Rebekka Karijord e Jon Ekstrand per la canzone Lullaby for Oluf
- 2022 – Zulu Award[5]
  - Candidato a miglior film